# 탈린 역사 지구

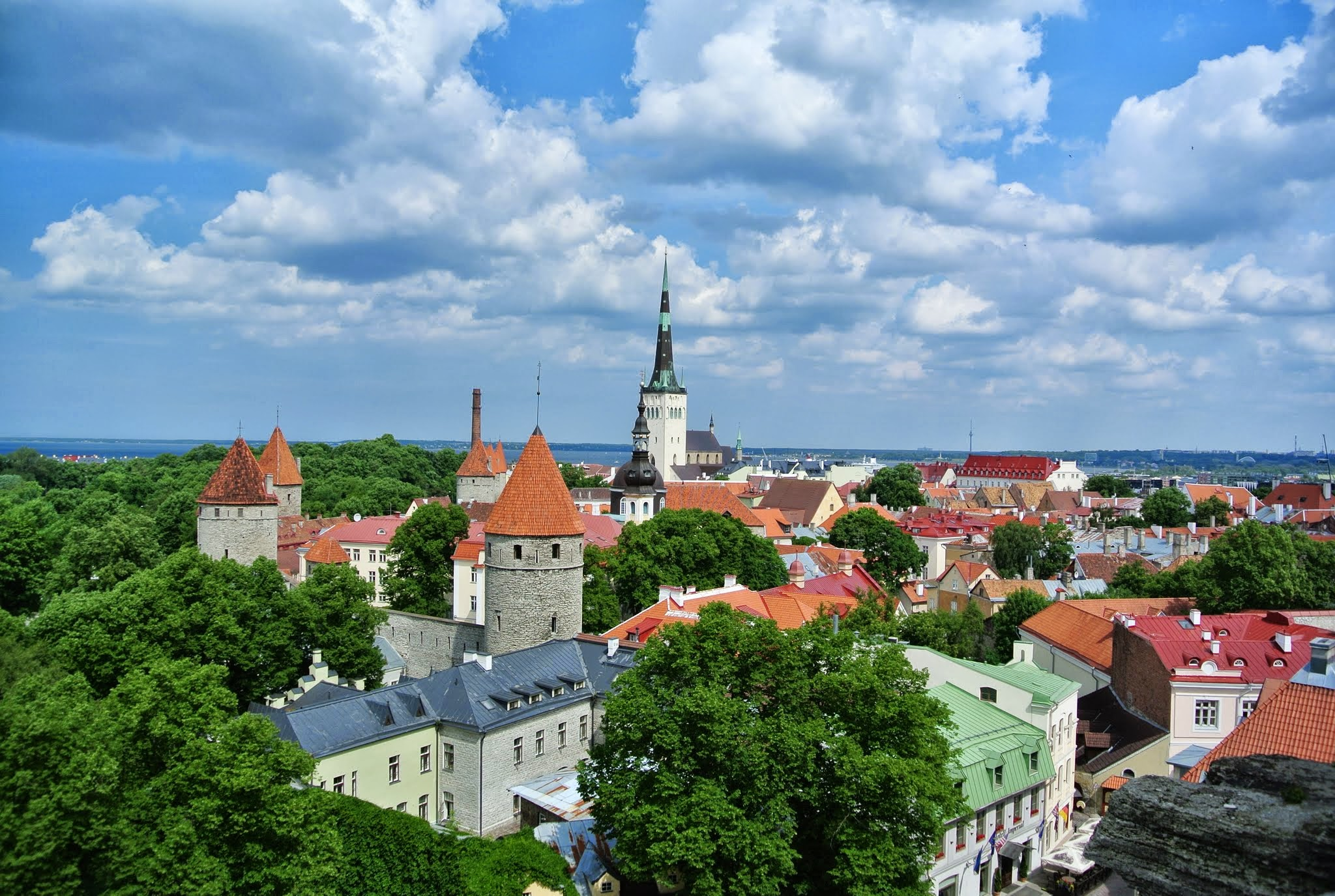
탈린 역사 지구

탈린 역사 지구(에스토니아어: Tallinna vanalinn)는 에스토니아 탈린의 구시가지 지역이다. 탈린 구시가지에서는 중세와 한자동맹의 구조를 완벽하게 보존하고 있다. 13세기 도시 계획이 매우 잘 보존되어 있다. 이 지역은 1997년 유네스코 세계문화유산에 등재되었다. 구시가지에서는 탈린 성벽을 경계로 경계를 이루고 있다. 면적은 113ha이고 완충지대는 2,253ha다.
구시가지의 대부분의 건물은 13~16세기에 지어졌다.
제2차 세계 대전 중, 독일군이 1941~1944년에 에스토니아를 점령하는 동안 탈린 구시가지에는 소련 공군의 여러 차례의 공습이 가해졌다. 1944년 3월 9~10일의 가장 파괴적인 소련 폭격 동안, 탈린에 천 개가 넘는 소이탄이 투하되어 광범위한 화재가 발생하고 구시가지 건물의 약 10%가 파괴되고 수백 명이 사망했으며 20,000명 이상이 피난처 없이 방치되었다.